# Juristes de Tsahal

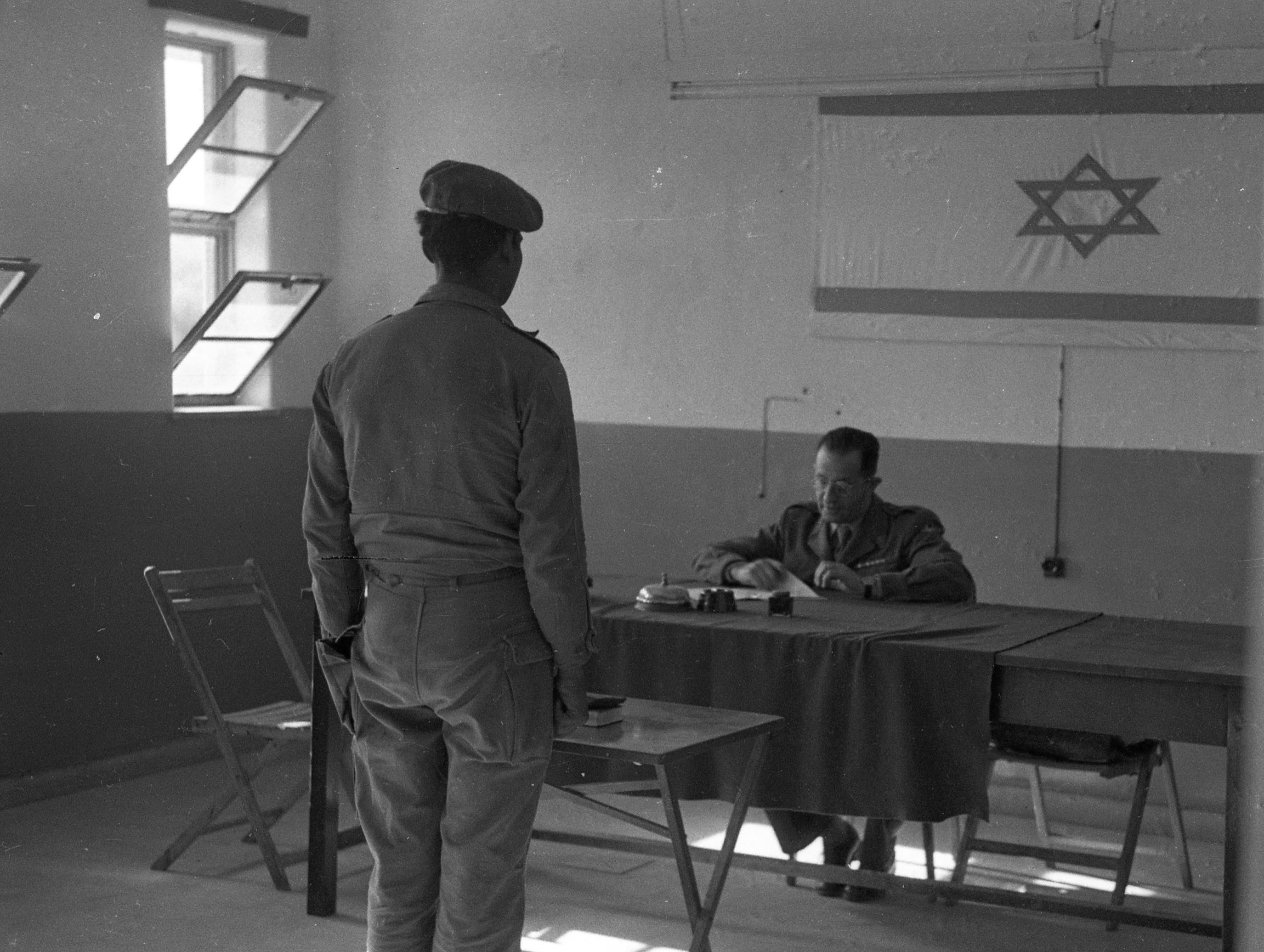
Dans les tribunaux martiaux israéliens, Palestiniens et objecteurs de conscience sont jugés par des gens en uniforme militaire, parfois devant un drapeau national.

Les juristes de Tsahal sont un corps de métier au sein de l'armée de l'État d'Israël. Selon plusieurs spécialistes, leur rôle est de légitimer les frappes par drone, à l'image du département juridique de l'armée américaine,,,. Toujours plus nombreux ces dernières décennies, ils sont également chargés de protéger l'État d'Israël et son armée de condamnations pénales internationale. Qui plus est, ces professionnels du droit s'occupent de juger les refuzniks, et de traiter les plaintes concernant le droit international humanitaire, car le הפרקליטות הצבאית (le nom du département juridique au sein de l'armée) ne comporte pas seulement des avocats, mais aussi des juges. Ces juges sont notamment chargés depuis la création de l'État d'Israël – d'abord sur le fondement d'une loi coloniale britannique autorisant l'état d'exception – d'administrer des tribunaux martiaux dans les territoires palestiniens occupés,. Dans ces tribunaux, les juristes de l'armée jugent uniquement les Palestiniens, car les civils israéliens occupant les territoires restent jugés par les juridictions normales de l'État d'Israël. Les pratiques des fonctionnaires de ces tribunaux militaires, par exemple l'acceptation des détentions sans jugement, des procès par contumace et de la théorie du droit pénal de l'ennemi, ne sont pas conformes aux exigences du droit international,, et servent dans une certaine mesure à légitimer les pratiques policières,,. En effet, ils permettent de présenter l'occupation militaire à travers la rhétorique du maintien de l'ordre et de l'anti-terrorisme. À cause de ces conflits d'intérêt, les juges militaires ne sont d'ailleurs pas capables de véritablement contrôler les fonctionnaires de l'exécutif dans les territoires occupés. Consciente de cela, la cour suprême israélienne a avalisé l'emploi permanent des juges militaires. Les activités judiciaires des juristes militaires israéliens au sein des territoires palestiniens participent elles-mêmes à l'annexion de ces pays – contraire au droit international. Le documentaire The Law in These Parts a conduit des entretiens avec plusieurs ex-juges militaires à leur sujet. Les employés des services juridiques de Tsahal sont recrutés parmi les diplômés de droit des universités, mais leur formation est continuée au sein d'une école de droit de la guerre interne à l'armée. Selon Amélie Ferey, les accusations courantes dans la société israéliennes selon lesquelles les Palestiniens pratiquent le lawfare peuvent s'appliquer tout autant aux pratiques des juristes de Tsahal. Meir Shamgar, Avichaï Mandelblit et Sharon Afek ont été chefs du département juridique de l'armée israélienne.